# Aeroportul Goya
Aeroportul Goya (IATA: OYA, ICAO: SATG) este un aeroport din Provincia Corrientes, Argentina ce deservește zona Goya⁠(d). Aeroportul a fost tranzitat în martie 2021 de 0 pasageri. A fost numit după zona deservită.
Situat la o altitudine de 42 m, aeroportul dispune de o singură pistă.